# Satladž
Satladž či Satludž v jazycích Indie a Pákistánu (urdsky ستلج, Satladž/Satludž, hindsky सतलुज, Satludž, i सतलज, Satladž, paňdžábsky ਸਤਲੁਜ, Satludž i ਸਤਲਜ, Satladž v sanskrtu शुतुद्री Šutudrí, anglicky Sutlej), tibetsky Langčhen khabab (tibetsky གླང་ཆེན་ཁ་འབབ, wylie Glang chen kha 'bab), čínsky Siang-čchüan-che (čínsky 象泉河, pinyin Xiàngquán Hé, český přepis Siang-čchüan-che), je řeka v ČLR (Tibetská autonomní oblast), v Indii (státy Himáčalpradéš a Paňdžáb) a v Pákistánu (provincie Paňdžáb). Na dolním toku pod soutokem s Čanábem se nazývá Pandžnad a pod tímto názvem je největším levým přítokem Indu. Je přibližně 1500 km dlouhá. Povodí má přibližně rozlohu 395 000 km².

## Průběh toku
Vytéká ze severozápadního cípu tibetského jezera Rákšastál u posvátné hory Kailás. Pramenné toky přitékající do jezera i pozdější přítoky odvodňují celé okolí hory, a tak i když význam Kailásu je mimo jiné zdůvodňován počátkem čtyř velkých a posvátných jihoasijských řek, hora sama leží celá v povodí Satladže. Závěry údolí většiny pramenných toků leží v nadmořské výšce kolem 5600 m.
Horní tok Satladže protéká širokou kotlinou, která odděluje Himálaj od Transhimálaje. U Tsaparangu se ve výšce 3600 m zakusuje do himálajského masívu a úzkými soutěskami si proráží cestu do indického Himáčalpradéše. Divoký tok je zde charakterizován spoustou peřejí. Od indické hranice ho sleduje stará Hindustan-Tibet Road. Na hranici Himáčalpradéše a Paňdžábu je několik vodních děl, která využívají energii řeky, než opustí Himálaj. U města Rúpar pak Satladž vtéká do Paňdžábské roviny, po které teče až k ústí. Mezi městy Firózpur a Sulaimanke tvoří hranici mezi indickým a pákistánským Paňdžábem, dál teče po pákistánském území. Hlavní přítoky jsou Bjás a Čanáb zprava; posledních 96 km toku od soutoku s Čanábem nese jméno Pandžnad.

### Přítoky
- zprava — Spiti, Bjás, Čanáb

## Vodní režim
Na horním toku převládá sněhovo-ledovcový zdroj vody, v nižších částech toku jsou to pak především dešťové srážky, které jsou způsobeny převážně letním monzunem s maximem v červenci a srpnu. Průměrný průtok vody u města Rúpar činí 500 m³/s a maximální 20 000 m³/s. Níže po toku se pak zmenšuje, jelikož na území Paňdžábu se voda z řeky a jejích přítoků v hojné míře využívá na zavlažování.

## Využití
Od řeky se odpojují velké zavlažovací kanály (Dipalpur, Pakpattan, Pandžnád, Sirhind, Bikaner), ve kterých při velké vodě protéká 100 až 300 m³/s vody. Z důvodu regulace toku bylo koryto řeky přehrazeno přehradními nádržemi (Firózpur, Islam, Pandžnad). Vodní doprava je možná při velké vodě na oddělených úsecích. Na konci horského úseku v Indii byl vybudován velký hydrotechnický komplex Bhakra-Nangal. Na řece leží města Nangal, Phillaur (Indie), Bahávalpur (Pákistán).